# 普基奧
普基奧（西班牙語：Puquio），是秘魯的城鎮，位於該國中南部阿亞庫喬大區，是盧卡納斯省的首府，海拔高度3,214米，每年平均降雨量350至500毫米，2005年人口為13,588。
14°41′38.21″S 74°07′26.88″W / 14.6939472°S 74.1241333°W